# Ythaq
Ythaq is een Franse stripreeks geschreven door Christophe Arleston (bekend van Lanfeust van Troy) en getekend door Floch. De reeks is oorspronkelijk in het Frans geschreven en uitgegeven. In Nederland wordt deze vertaald en uitgeven door Uitgeverij L . Meestal verschijnt van een nieuw deel eerst de hardcover in beperkte oplage en een paar weken later de goedkopere softcover. Vanaf album 14 wordt de reeks voorgepubliceerd in Eppo Stripblad.

## Inhoud
Een ruimtecruiseschip van het bedrijf Silver Starlines, vol met rijke mensen die op vakantie zijn, stort neer op de onbekende planeet Ythaq. Navigator Graniet, techneut Narvarth en de passagiere Callista overleven de crash en gaan op zoek naar de rest van het ruimteschip, wat elders is gecrasht, in de hoop andere schipbreukelingen te vinden. Onderweg krijgen ze hulp van de bantoe Krurgor en de feng Tao (bewoners van de planeet). Maar ze krijgen het ook aan de stok met verschillende vijanden, zoals de huurlingenleider Dhokas (die een geheimzinnige connectie heeft met de Silver Starlines) en de wrede krijgsheer Khengis en zijn meedogenloze horde.
Al zoekende ontdekt de groep dat er vaker ruimteschepen op vreemde wijze crashen op de planeet. Opvallend is dat er bij iedere crash overlevenden zijn en dat enkelen van hen ineens over mysterieuze krachten beschikken waarmee ze een van de vier elementen (water, aarde, lucht of vuur) kunnen sturen.
Uiteindelijk komen Graniet en co. erachter dat op Ythaq een dodelijk spel wordt gespeeld door een aantal rijke personen. Hun doel is om één persoon van elke kracht te verzamelen.
Echter, er blijkt veel meer achter het spel te zitten...

## Albums
Het eerst lange verhaal is verdeeld over 9 stripalbums, met 10 begint er een nieuwe cyclus.
1. Onbekende wereld
2. Dubbelgangers
3. Het geluid van de sterren
4. De schaduw van Khengis
5. De laatste toevlucht
6. Pionnen in opstand
7. Het teken van de Ythen
8. De spiegel van de schijn
9. De onmogelijke waarheid
10. Terugkeer naar Nehorf
11. De langste adem
12. De Sleutels van het Niets
13. Verre horizon
14. Een juweel van een brein
15. Imperator Express
16. Het beleg van Kluit
17. De grot der blikken